# Skórcza Góra
Skórcza Góra (niem. Finkenwalder Höhe, Hennigs Höhe) – wzgórze  o wysokości 72 m n.p.m. w Parku Leśnym Zdroje w Szczecinie na północny wschód od Jeziora Szmaragdowego. Nazwa od kaszubskiego skorc - szpak. Pokryte zwartym lasem mieszanym sosnowo-dębowym, jedynie stoki północne i wschodnie częściowo trawiaste z kępami drzew i krzewów. Popularny obszar turystyczny i rekreacyjny dla mieszkańców Szczecina.

## Turystyka i historia
- Polana Słoneczna (Patelnia) - Teren przy północnym zboczu od ul.Letniskowej, zagospodarowany turystycznie - wiaty, ławki i miejsca na ognisko. Poniżej linia kolejowa Szczecin Główny - Szczecin Dąbie.

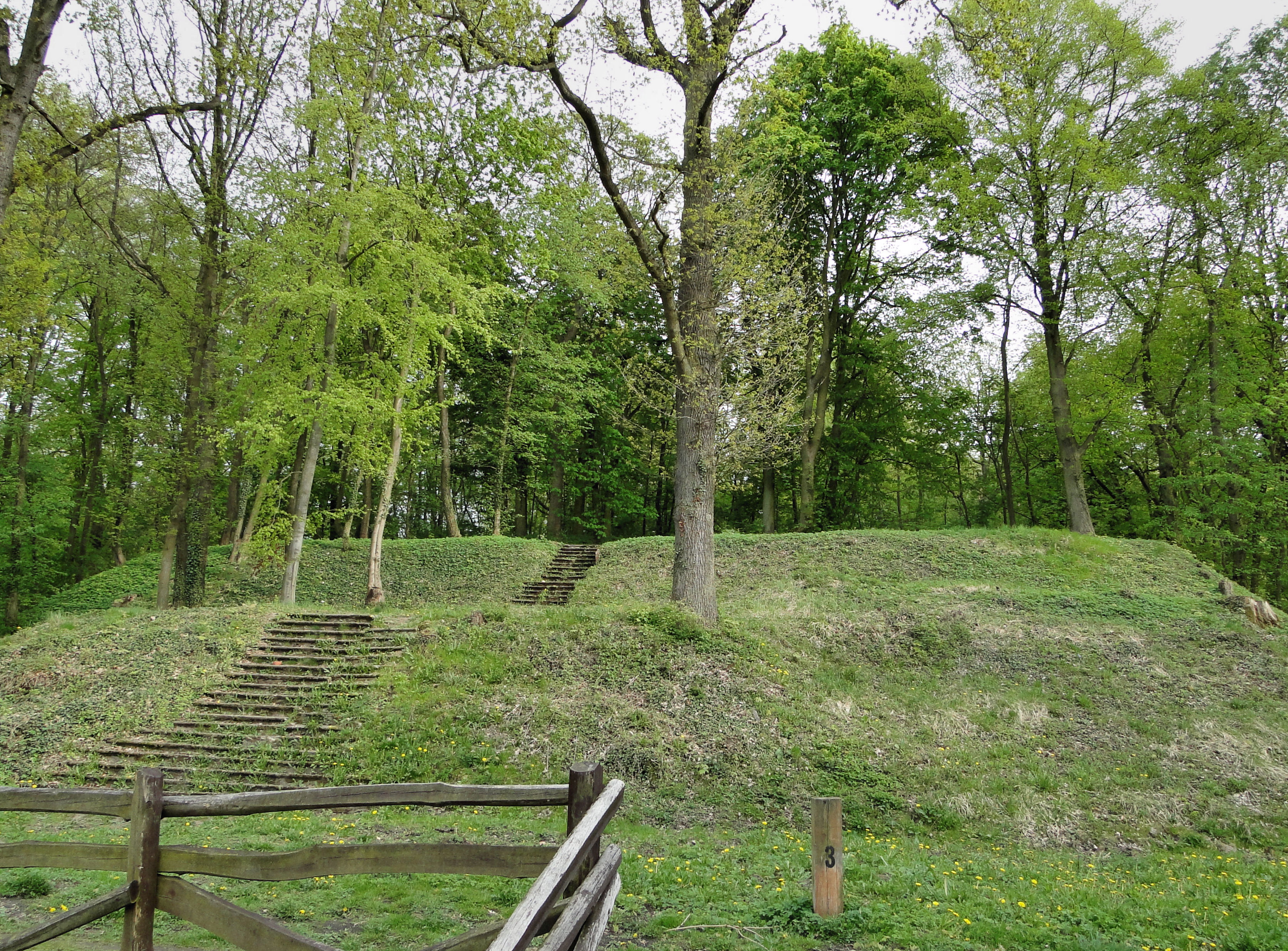
Pozostałości schodów prowadzących do wieży

- Ruiny Wieży Baresela - Nieistniejąca wieża widokowa o wysokości 32 metrów, wybudowana z cegły, ukończona w 1904r. Jej fundatorem był Johannes Baresel – mieszkaniec Zdrojów, wieloletni działacz i urzędnik gminny, uczestnik wojny francusko – pruskiej z 1870 roku. Współtwórcą projektu był F. Seefeldt, ówczesny Przewodniczący Gminy.  Wejście na wieżę kosztowało 5 fenigów, co było symboliczną opłatą przeznaczoną na konserwację budowli. Przy dobrej widoczności można było dostrzec Stargard i Goleniów. Wewnątrz było stosunkowo ciasno, dlatego wchodzono i schodzono grupami po 5 osób. Tuż przed nią znajdowała się restauracja Finkenwalder Höhe (tzw. Leśna Restauracja), powstała pod koniec XIX wieku. J. Baresel pozostał właścicielem wieży do swojej śmierci w 1926 roku, zaś jej zarządcami była w tym czasie rodzina Liebrenz. Na mocy umowy, po śmierci fundatora, wieża przeszła w ręce gminy. Podczas II wojny światowej wieża została wykorzystana do celów militarnych. Znajdował się tu punkt obserwacyjny, którym dowodził nauczyciel Lettow. W 1945 roku obok wieży stacjonowała bateria przeciwlotnicza, a żołnierze mieszkali w domu zarządcy. W marcu 1945 roku wieża została wysadzona przez wycofujący się Wehrmacht, aby nie stanowiła idealnego punktu obserwacyjnego dla Sowietów. Obecnie zachowały się ruiny fundamentów wieży i restauracji oraz okazałe schody, którymi można wejść na taras widokowy z ograniczoną panoramą lewobrzeżnego Szczecina. W pobliżu wejścia do wieży, w połowie XIX wieku, posadzono kilkanaście dębów zwanych Dębami Książęcym, które obecnie osiągnęły imponujące rozmiary.
- Skórcze Doły - Liczne wyrobiska dawnej kopalni kredy. Obecnie zarastające rzadkim lasem. Powyżej, przy głównym wierzchołku Skórczej Góry, punkt widokowy na prawobrzeżny Szczecin (obecnie mocno zasłonięty przez drzewostan).

### Szlaki turystyczne
- Szlak Woja Żelisława
- Szlak Familijny przez Park Leśny Zdroje
- Szlak do Jeziora Szmaragdowego

### Legendy
- Legenda miejscowa głosi, że na wierzchołku pagórka zamordowano świętobliwego starca, który po obrabowaniu został przez mordercę pochowany wraz z narzędziem mordu (szczypce kowalskie) w ogródku przy swoim domu. Szczypce jednak wyszły z grobu i tkwiąc na powierzchni, ujawniły sprawcę. Podobno pokazywano je w Zdrojach w jednym z domów przy obecnej ul. Osiedleńczej jeszcze w 1925 r.
- Kiedy pośrodku niezamieszkałej Puszczy Bukowej wybudowano pierwszy kościół w Kołowie, diabeł zawziął się, aby go zniszczyć i nadal niepodzielnie panować nad lasami. Gdy wszystkie jego sztuczki zawiodły, wszedł na Skórczą Górę i cisnął kamieniem w kościół. Może w swej zajadłości źle wymierzył, może głaz okazał się cięższy niż przypuszczał, ponieważ straszliwy pocisk upadł o wiele za blisko, gdzie leży do dziś nieopodal Szwedzkiego Młyna i zwany jest Omszałym Głazem lub Diabelskim Kamieniem.